# Заурбеков, Байтик
Байти́к Заурбе́ков (1893, Аулиеатинский уезд, Сырдарьинская область, Туркестанский край, Российская империя — 25 марта 1983, Джамбулская область, Казахская ССР) — заведующий коневодством колхоза имени Тельмана Луговского района Джамбулской области, Казахская ССР. Герой Социалистического Труда (1948).

## Биография
Родился в 1893 году в крестьянской семье в одном из сельских населённых пунктов Аулиеатинского уезда. Происходит из рода сикым племени дулат. С 15-летнего возраста трудился в частном сельском хозяйстве. Во время коллективизации вступил в 1929 году в сельскохозяйственную артель, которая позднее была преобразована в колхоз имени Тельмана Луговского района. Трудился чабаном, затем — заведующим коневодством.
В 1947 году труженики конефермы вырастили 51 жеребёнка от 51 конематок. Указом Президиума Верховного Совета СССР от 23 июля 1948 года удостоен звания Героя Социалистического Труда за «получение высокой продуктивности животноводства в 1947 году» с вручением ордена Ленина и золотой медали «Серп и Молот» (№ 2502).
Избирался депутатом сельского Совета депутатов трудящихся.
Руководил колхозной конефермой до выхода на пенсию в 1963 году. Проживал в Джамбулской области. Умер 25 марта 1983 года в ауыле имени Тельмана .